# Remotaspidiotus chenopodii
Remotaspidiotus chenopodii är en insektsart som först beskrevs av Marlatt 1908.  Remotaspidiotus chenopodii ingår i släktet Remotaspidiotus och familjen pansarsköldlöss. Inga underarter finns listade i Catalogue of Life.